# Bibliotheca universalis
Bibliotheca universalis, sive Catalogus omnium Scriptoum locupletissimus, in tribus linguis, Latina, Græca, & Hebraica; extantium & non extantium, veterum et recentiorum in hunc usque diem, doctorum & indoctorum, publicatorum et in Bibliothecis latentium..., escrita por Conrad Gessner, fue la primera lista "universal" que intentaba ser completa de todos los libros del primer siglo de imprenta. Era una bibliografía alfabética que enumeraba todos los libros conocidos impresos en latín, griego o hebreo. Fue impresa y publicada en Zurich en 1545 por Christophorum Foschouerum.

## Bibliothecauniversalis(1545)
El erudito suizo Conrad Gessner comenzó a compilar su extenso trabajo en la Bibliotheca universalis a la edad de 25 años. Primero visitó tantas bibliotecas italianas y alemanas como pudo encontrar. Su motivación fue en parte debida al miedo a la pérdida de manuscritos preciosos, como había sucedido en la destrucción de la biblioteca de Buda por los turcos en 1526. Describió el proyecto en su título, señalando que incluía obras "existentes y no, antiguas y más recientes hasta nuestros días, culto y no, publicado y escondido en bibliotecas". Publicó el trabajo completo en 1545 en Zúrich, tras unos cuatro años de investigación. En ese momento escribió "En verdad me alegro y agradezco a Dios porque finalmente he salido del laberinto en el que estuve atrapado durante casi tres años". El texto incluía su propia biobibliografía.Bibliotheca universalis fue la primera bibliografía moderna de importancia publicada desde la invención de la imprenta, y a través de ella, Gessner se hizo conocido como el "padre de la bibliografía". 
El trabajo intentó ser una recopilación exhaustiva de las obras escritas en latín, griego y hebreo, e incluyó aproximadamente a tres mil autores. Los nombres de los autores se enumeraron alfabéticamente según el uso medieval, con un índice inverso de sus apellidos. Se pensó como un índice por tema de todos los autores conocidos. Gessner enumeró a los escritores junto con los títulos de sus obras, biografías breves y detalles de publicación, incluido el lugar de impresión, impresores y editores. Agregó sus propias anotaciones, comentarios y evaluaciones de la naturaleza y el mérito de cada entrada. Incluía unos doce mil títulos.
Gessner siguió el trabajo de Johannes Trithemius de clasificar las obras dentro de sistemas de catalogación. Gessner admiraba los sistemas de Trithemius y los utilizó como pautas y plantillas; sin embargo, Gessner llevó la idea de catalogación un paso más allá. Theodore Besterman, en The Beginnings of Systematic Bibliography, sugiere que el trabajo de Gessner para organizar el conocimiento fue el precursor de los trabajos de Francis Bacon y otras enciclopedias que siguieron. Aunque se llama "universal", se pretendía que fuera selectivo.

## Pandectae(1548)
En 1548, Gessner siguió este trabajo con un índice temático complementario de Bibliotheca universalis, un extenso folio, Pandectarum sive Partitionum universalium Conradi Gesneri Tigurini, medici & philosophiae professoris, libri xxi ( Pandectae). Contenía treinta mil entradas temáticas. Cada una de estas entradas tenía referencias cruzadas con el autor y el libro correspondientes, organizados bajo títulos y subtítulos, que estaban asociados con varias ramas del aprendizaje.
El Pandectae tenía diecinueve secciones, cada una dedicada a una disciplina académica y contenía dedicatorias a los mejores impresores académicos de la época de Gessner. Enumeró sus publicaciones y logros. El plan de publicar 21 libros nunca se completó, ya que la parte 20 De re medica nunca apareció, y la parte 21 De theologia Christiana se publicó por separado como Partitiones theologicae en 1549. Un suplemento adicional titulado Apéndice bibliothecae, que contiene adiciones previamente publicadas por separado por Lycosthenes (1551) y Simmler (1555), apareció en 1555.
Gessner hizo un uso completo de los catálogos de los editores y las listas de los libreros que estaban disponibles en el siglo XVI y que se imprimieron cuando estaba haciendo su investigación. Esto incluyó el uso de catálogos impresos proporcionados por impresores como Aldus Manutius de Venecia y Henri Estienne de París.

## Bibliotheca selecta(1593)
El trabajo de Gessner, con sus principios heterodoxos y su avanzada erudición, fue un desafío directo a la autoridad de la Iglesia Católica, que pronto prohibió el trabajo en el Index librorum prohibitorum. La respuesta de la Contrarreforma tardó una generación de erudición católica en producirse, y apareció en la imprenta del Vaticano en Roma en 1593, bajo el título programático de Bibliotheca selecta. Escrita por Antonio Possevino, humanista y bibliógrafo jesuita de Mantua[cita requerida], este "Anti-Gessner" se dividió en 18 libros, que cubren la bibliografía de las disciplinas científicas tradicionales (Teología, 1-11, Derecho, 12, Filosofía, 13, Medicina, 14) y las artes liberales, 15-18).